# Emiel Verstrynge
Emiel Verstrynge, né le 4 février 2002 à Adegem, est un coureur cycliste belge, spécialiste du cyclo-cross. Il est notamment champion d'Europe de cyclo-cross espoirs en 2022.

## Biographie
Emiel Verstrynge commence le sport par le football, mais à l'âge de 14 ans, il choisit finalement le cyclo-cross. Il dispute son premier championnat de Belgique chez les novices en 2018 à Coxyde où il se classe huitième. Un an plus tard, il remporte trois compétitions juniors (17/18 ans), dont le championnat provincial à Hamme. Il remporte deux cyclo-cross lors de la saison 2019-2020 à Gullegem et Vittel. Il termine également troisième du championnat du monde et du Belgique de cyclo-cross juniors. Les deux fois, il est battu par ses compatriotes Thibau Nys et Lennert Belmans. Ses performances suscitent l'intérêt de la nouvelle équipe Wanty-Gobert-Tormans CX. Le jour de son dix-huitième anniversaire, il signé en 2020 un contrat de trois ans avec l'équipe de cyclo-cross dirigée par l'ancien champion Bart Wellens.
Lors de la saison 2020-2021, en raison de la pandémie de Covid-19, le nombre de course est limitée et les espoirs (moins de 23 ans) et les professionnels courrent ensemble. Il réalise deux tops 10 à Gullegem et à Steinmaur. Il se classe quatorzième et deuxième coureur espoir (après Timo Kielich) au championnat de Belgique. Aux championnats du monde de cyclo-cross 2021 à Ostende, il prend la quatrième place derrière Pim Ronhaar, Ryan Kamp et Kielich. Il fait sa percée lors de la saison 2021-2022 : après le titre national chez les espoirs, il remporte sa première course de Coupe du monde espoirs à Flamanville, et à la fin de la saison il devient vice-champion du monde espoirs à Fayetteville, terminant entre ses compatriotes Joran Wyseure et Thibau Nys.
En avril 2022, il devient membre de l'équipe Alpecin-Deceuninck Development. Cette même année, il remporte sa première victoire sur route en remportant le classement général du Tour du Frioul-Vénétie Julienne avec seulement une seconde d'avance. Il change également d'équipe en cyclo-cross et devient membre de Crelan-Corendon. Lors de la saison de cyclo-cross 2022-2023, il est sacré champion d'Europe de cyclo-cross espoirs et remporte deux manches du X²O Badkamers Trofee espoirs. Lors de la saison de cyclo-cross suivante, chez les espoirs il est successivement deuxième du championnat d'Europe (après une crevaison dans le dernier tour), du monde et du général de la Coupe du monde, où il gagne deux manches.
En avril 2024, il se classe neuvième de Paris-Roubaix espoirs et quatrième de Liège-Bastogne-Liège espoirs.

## Palmarès en cyclo-cross
- 2019-2020
  -  Médaillé de bronze du championnat du monde de cyclo-cross juniors
  - 3e du championnat de Belgique de cyclo-cross juniors
- 2020-2021
  - 4e du championnat du monde de cyclo-cross espoirs
- 2021-2022
  -  Champion de Belgique de cyclo-cross espoirs
  - Coupe du monde espoirs #4, Flamanville
  -  Médaillé d'argent du championnat du monde de cyclo-cross espoirs
  - 3e de la Coupe du monde espoirs
  - 5e du championnat d'Europe de cyclo-cross espoirs
- 2022-2023
  -  Champion d'Europe de cyclo-cross espoirs
  - X²O Badkamers Trofee espoirs #2, Courtrai
  - X²O Badkamers Trofee espoirs #4, Herentals
  - 6e du championnat du monde de cyclo-cross espoirs
  - 7e du X²O Badkamers Trofee espoirs
- 2023-2024
  -  Champion de Belgique de cyclo-cross espoirs
  - Coupe du monde espoirs #3, Namur
  - Coupe du monde espoirs #5, Benidorm
  -  Médaillé d'argent du championnat du monde de cyclo-cross espoirs
  -  Médaillé d'argent du championnat d'Europe de cyclo-cross espoirs
  - 2e de la Coupe du monde espoirs
- 2024-2025
  - 5e du championnat du monde de cyclo-cross
  - 7e de la Coupe du monde de cyclo-cross

## Palmarès sur route

### Par années
- 2022
  - Classement général du Tour du Frioul-Vénétie Julienne

### Résultats sur les grands tours

#### Tour de France
1 participation
- 2025 : 65e

### Classements mondiaux
| Année                                 | 2022  | 2023  | 2024 |
| ------------------------------------- | ----- | ----- | ---- |
| Classement mondial                    | 1126e | 3074e | 857e |
| UCI Europe Tour                       | 798e  | nc    | nc   |
|                                       |       |       |      |
| Légende : nc = non classéSource : UCI |       |       |      |